# Saint-Hilaire (Haute-Loire)
Saint-Hilaire é uma comuna francesa na região administrativa de Auvérnia-Ródano-Alpes, no departamento de Alto Loire. Estende-se por uma área de 14,64 km². Em 2010 a comuna tinha 160 habitantes (densidade: 10,9 hab./km²).